# Coussarea viridis
Coussarea viridis är en måreväxtart som beskrevs av Johannes Müller Argoviensis. Coussarea viridis ingår i släktet Coussarea och familjen måreväxter. Inga underarter finns listade i Catalogue of Life.